# Rally Rías Baixas de 2004
El Rally Rías Baixas de 2004, oficialmente 40.º Rallye Rías Baixas Redcom, fue la cuadragésima edición y la cuarta cita de la temporada 2004 del Campeonato de España de Rally. Se celebró del 28 al 29 de mayo y contó con un itinerario de nueve tramos que sumaban un total de 152 km cronometrados.

## Itinerario
| Día   | Tramo | Nombre     | Distancia | Ganador              | Líder                |
| ----- | ----- | ---------- | --------- | -------------------- | -------------------- |
| Día 1 | TC1   | As Neves   | 14.18 km  | Joan Vinyes          | Joan Vinyes          |
| Día 1 | TC2   | Mondariz   | 24.05 km  | Enrique García Ojeda | Joan Vinyes          |
| Día 1 | TC3   | Moscoso    | 11.49 km  | Joan Vinyes          | Joan Vinyes          |
| Día 1 | TC4   | As Neves   | 14.18 km  | Enrique García Ojeda | Enrique García Ojeda |
| Día 1 | TC5   | Mondariz   | 24.05 km  | Enrique García Ojeda | Enrique García Ojeda |
| Día 1 | TC6   | Fornelos   | 17.89 km  | Joan Vinyes          | Joan Vinyes          |
| Día 1 | TC7   | Ponteareas | 14.55 km  | Joan Vinyes          | Joan Vinyes          |
| Día 1 | TC8   | Fornelos   | 17.89 km  | Alberto Hevia        | Joan Vinyes          |
| Día 1 | TC9   | Ponteareas | 14.55 km  | Alberto Hevia        | Joan Vinyes          |

## Clasificación final
| Pos. | Piloto               | Copiloto            | Automóvil                  | Tiempo    | Diferencia |
| ---- | -------------------- | ------------------- | -------------------------- | --------- | ---------- |
| 1.   | Joan Vinyes          | Xavier Lorza        | Peugeot 206 S1600          | 1:34:48.1 | 0.0        |
| 2.   | Enrique García Ojeda | Raquel Fernández    | Peugeot 206 S1600          | 1:35:16.5 | +28.4      |
| 3.   | Miguel Ángel Fuster  | José Vicente Medina | Citroën C2 S1600           | 1:36:46.0 | +1:57.9    |
| 4.   | Alberto Hevia        | Alberto Iglesias    | Renault Clio S1600         | 1:36:54.4 | +2:06.3    |
| 5.   | Joanthan de Miguel   | Ignacio Pernía      | Peugeot 206 S1600          | 1:37:04.4 | +2:16.3    |
| 6.   | José Piñón           | Rogelio Peñate      | Renault Clio S1600         | 1:37:15.9 | +2:27.8    |
| 7.   | Sergio Vallejo       | Diego Vallejo       | Fiat Punto S1600           | 1:37:30.2 | +2:42.1    |
| 8.   | Manuel Cabo          | Alejandro Noriega   | Citroën Saxo S1600         | 1:37:55.0 | +3:06.9    |
| 9.   | Pedro Burgo          | Marcos Burgo        | Mitsubishi Lancer Evo VIII | 1:38:18.7 | +3:30.6    |
| 10.  | Santi Concepción     | Víctor del Rosario  | Citroën Saxo S1600         | 1:38:31.7 | +3:43.6    |